# 10286 Shnollia
10286 Shnollia este un asteroid din centura principală de asteroizi.

## Descriere
10286 Shnollia este un asteroid din centura principală de asteroizi. A fost descoperit pe 16 septembrie 1982 la Observatorul astrofizic din Crimeea de Liudmila Cernîh. Asteroidul prezintă o orbită caracterizată de o semiaxă mare de 2,39 ua, o excentricitate de 0,13 și o înclinație de 6,9° în raport cu ecliptica.